# Txeremís occidental
El txeremís occidental o mari occidental (Мары йӹлмӹ) és una llengua parlada pels mari de les muntanyes, un dialecte literari basat en el dialecte de muntanya de la llengua mari. Es parla als districtes de Gornomariski, Iurinski i Kilemarski de Marí El, Rússia. És una llengua uraliana emparentada amb el txeremís oriental, tot i que ambdós dialectes no són mútuament intel·ligibles.
El mari occidental, juntament amb el mari (txeremís) oriental i el rus, és una de les llengües oficials de la República de Marí El. S'escriu utilitzant l'alfabet ciríl·lic txeremís occidental.

## Alfabet
| А а | Ӓ ӓ | Б б | В в | Г г | Д д | Е е | Ё ё |
| Ж ж | З з | И и | Й й | К к | Л л | М м | Н н |
| О о | Ӧ ӧ | П п | Р р | С с | Т т | У у | Ӱ ӱ |
| Ф ф | Х х | Ц ц | Ч ч | Ш ш | Щ щ | Ъ ъ | Ы ы |
| Ӹ ӹ | Ь ь | Э э | Ю ю | Я я |     |     |     |